# Il fidanzamento del signor Hire
Il fidanzamento del signor Hire (Les Fiançailles de M. Hire) è un romanzo poliziesco di Georges Simenon, scritto a Marsilly (nella Charente Marittima) nell'autunno del 1932 e pubblicato per la prima volta da Arthème Fayard nel marzo 1933.
Uno dei primi progetti di Simenon a più larga ambizione, rispetto alla già fertile produzione di quegli anni, in cui comincia a immaginarsi scrittore "serio", inaugurando una specie di poliziesco al contrario, con un innocente sospettato e quindi potenzialmente già vittima, qualora il giudizio non si facesse con attenzione, come capita faccia la gente.

## Trama
Il signor Hire, piccolo truffatore di origine ebraica, pieno di ossessioni e con una strana socialità, è senza rapporti con le donne (a parte qualche rara visita al bordello) e poco amato dai suoi vicini. Dunque è il sospettato ideale per l'omicidio di una giovane donna, forse una prostituta, il cui corpo è stato trovato in un terreno abbandonato vicino a casa sua.
Pedinato dalla polizia, per timidezza decide di seminare i suoi inseguitori, ma questo rafforza il sospetto che sia colpevole. È che lui, oltre a giocare piuttosto bene a bowling, non fa altro; e però spesso spia la sua vicina, Alice, per la quale soffre di un vero e proprio voyeurismo. Ed è stato proprio mentre la spiava, nel suo solito modo grottesco e commovente, che ha visto e potrebbe identificare il colpevole, tuttavia, pensando che l'uomo, di nome Émile, sia l'amante della "sua fidanzata" Alice e che lei ne sia innamorata, evita di denunciarlo. La folla però se la prende con lui, e lo costringe, per evitare il linciaggio, a salire sul tetto della casa, dal quale sta per cadere ma resta appeso alla grondaia. Quando un pompiere arriva per salvarlo, muore.

## Adattamenti cinematografici
- Panico (Panique, 1946), regia di Julien Duvivier, sceneggiatura di Charles Spaak e Julien Duvivier, con Michel Simon e Viviane Romance
- Barrio (Viela, ou Rua Semsol, 1947), regia di Ladislao Vajda
- L'insolito caso di Mr. Hire (Monsieur Hire, 1989), regia di Patrice Leconte, con Michel Blanc e Sandrine Bonnaire

## Edizioni italiane
- Il fidanzamento di Mr. Hire, traduzione di Guido Cantini, Collana I Gialli economici n.19, Milano, Arnoldo Mondadori Editore, 1934.
- Il fidanzamento del signor Hire, traduzione di Giorgio Pinotti, Collana Biblioteca n°450, Milano, Adelphi, 2003, ISBN 978-88-459-1817-9. - Collana gli Adelphi, 2021, ISBN 978-88-459-3604-3.
- in Romanzi, I (Romans I, Bibliothèque de la Pléiade, Gallimard, Paris, 2003), a cura di Jacques Dubois e Benoît Denis, Collezione La Nave Argo n°8, Milano, Adelphi, 2004, ISBN 978-88-459-1925-1.